# باول كورنيل
باول كورنيل (بالإنجليزية: Paul Cornell)‏ هو رائد أعمال أمريكي، ولد في 5 أغسطس 1822 في White Creek, New York ‏ في الولايات المتحدة، وتوفي في 3 مارس 1904 في شيكاغو في الولايات المتحدة.